# Wizards
Wizards é um filme de animação americano de 1977, com o tema de fantasia científica pós-apocalíptica. Conta a história da batalha entre dois irmãos bruxos: um bondoso representando a magia e o outro maldoso representando a tecnologia. Foi escrito, produzido e dirigido por Ralph Bakshi.
O filme é notável por ter sido o primeiro de Bakshi focado na fantasia, sendo que produções anteriores suas, como Fritz the Cat, Heavy Traffic e Coonskin passavam-se em ambientes urbanos. A receita total de Wizards foi de US$ 9 milhões a partir de um orçamento de US$ 1,2 milhões, tornando-o um clássico cult.